# تاريخ تعليم الصم في الولايات المتحدة
بدأ تاريخ تعليم الصم في الولايات المتحدة في أوائل القرن التاسع عشر عندما أُنشئت مدرستان، الأولى مدرسة كوبز في فرجينيا، وهي مدرسة شفوية أنشأها ويليام بولينج وجون برايدوود، والثانية ملجأ كونيتيكِت للصم والبكم، وهي مدرسة يدوية أنشأها توماس هوبكنز غالود ولوران كليرك. عندما أغلقت مدرسة كوبز في عام 1816، أصبحت الطريقة اليدوية، والتي تستخدم لغة الإشارة الأمريكية، شائعةً في مدارس الصم لمعظم الفترة المتبقية من القرن. في أواخر القرن التاسع عشر، بدأت المدارس في استخدام الطريقة الشفوية، والتي سمحت فقط باستخدام الكلام، بدلاً من الطريقة اليدوية الموجودة سابقًا. غالبًا ما كان يُعاقب الطلاب الذين يُكتشف أنهم يستخدمون لغة الإشارة في البرامج الشفوية. اُستخدمت الطريقة الشفوية لسنوات عديدة حتى بدأ تعليم لغة الإشارة تدريجياً في العودة إلى تعليم الصم.

## التاريخ المبكر
قبل القرن التاسع عشر، كانت هناك فرص تعليمية قليلة، إن وجدت، للأطفال الصم في أمريكا. أرسلت بعض العائلات الثرية أطفالها إلى المدارس في أوروبا، ولكن العديد من الأطفال من أبناء الطبقات الدنيا لم يحصلوا على التعليم.

### التعليم الشفوي المبكر في الولايات المتحدة
في القرن الثامن عشر وأوائل القرن التاسع عشر، أرسل العديد من المستعمرين الأثرياء أطفالهم الصم إلى أوروبا لتلقي التعليم. أشهر مؤسسة تعليمية للصم هي أكاديمية برايدوود في إدنبرة، إسكتلندا، التي أسسها توماس برايدوود في عام 1760 باسم «أكاديمية الصم والبكم». كانت أكاديمية برايدوود مدرسة شفهية خاصة باهظة الثمن وكانت سرية للغاية فيما يتعلق بأساليبها، ولم تشارك منهجيتها سوى مع عدد قليل من الأشخاص المختارين.
كانت عائلة بولينغ، التي عاشت في فرجينيا، من أبرز المستعمرين الذين أرسلوا أطفالهم الصم إلى أكاديمية برايدزوود. كان لدى توماس بولينغ وزوجته إليزابيث غاي (التي كانت أيضًا ابنة عمه) ثلاثة أطفال صم، هم جون وماري وتوماس جونيور، بالإضافة إلى طفلين على الأقل يسمعان. كان جون أول الثلاثة الذين ذهبوا إلى أكاديمية برايدوود في عام 1771، ووصلت ماري وتوماس جونيور لاحقًا. عاد أطفال بولينغ الثلاثة إلى الولايات المتحدة في عام 1783 ؛ ومع ذلك، فقد مرضوا بعد فترة قصيرة من وصولهم إلى المنزل، وتوفي جون في 11 أكتوبر 1783. ولهذا السبب، لا يمكن تحديد مدى فعالية السنوات العشر للتعليمات الشفهية التي تلقاها. عاشت ماري وتوماس جونيور أربعة عقود أخرى على الأقل، وأشارت تعليقات الناس عن توماس جونيور إلى أنه كان «معجزة من الإنجازات».
كان للجيل القادم من من أبناء بولينغ السامعين أطفال صم، وأرادوا أن يتعلم أطفالهم في الولايات المتحدة. تزوج وليام، الطفل الأخير لتوماس وإليزابيث، من ابنة عمه ماري، التي أنجبت خمسة أطفال، اثنان منهم صم. كان الولد الأصم الأول للزوجين، وليام ألبرت، المحرك الذي قاد والده لإنشاء مدرسة للصم في أمريكا. التقى ويليام بولينغ مع جون برايدوود، أحد أحفاد توماس برايدوود، بعد وصوله إلى أمريكا في عام 1812. دعا بولينغ برايدوود إلى البقاء في منزله حيث قام برايدوود بتسوية ترتيبات المعيشة الدائمة. ناقش برايدوود مع بولينغ رغبته في فتح مدرسة مماثلة لأكاديمية برايدوود في أمريكا. بعد العديد من الإخفاقات، تأسست مدرسة كوبز في عام 1815. أُغلقت بعد عام ونصف تقريبًا، في خريف عام 1816، عندما تسببت مشاكل برايدوود الشخصية في ترك المدرسة ولم يعد بإمكان بولينغ الإنفاق عليها.

### التعليم اليدوي المبكر في الولايات المتحدة

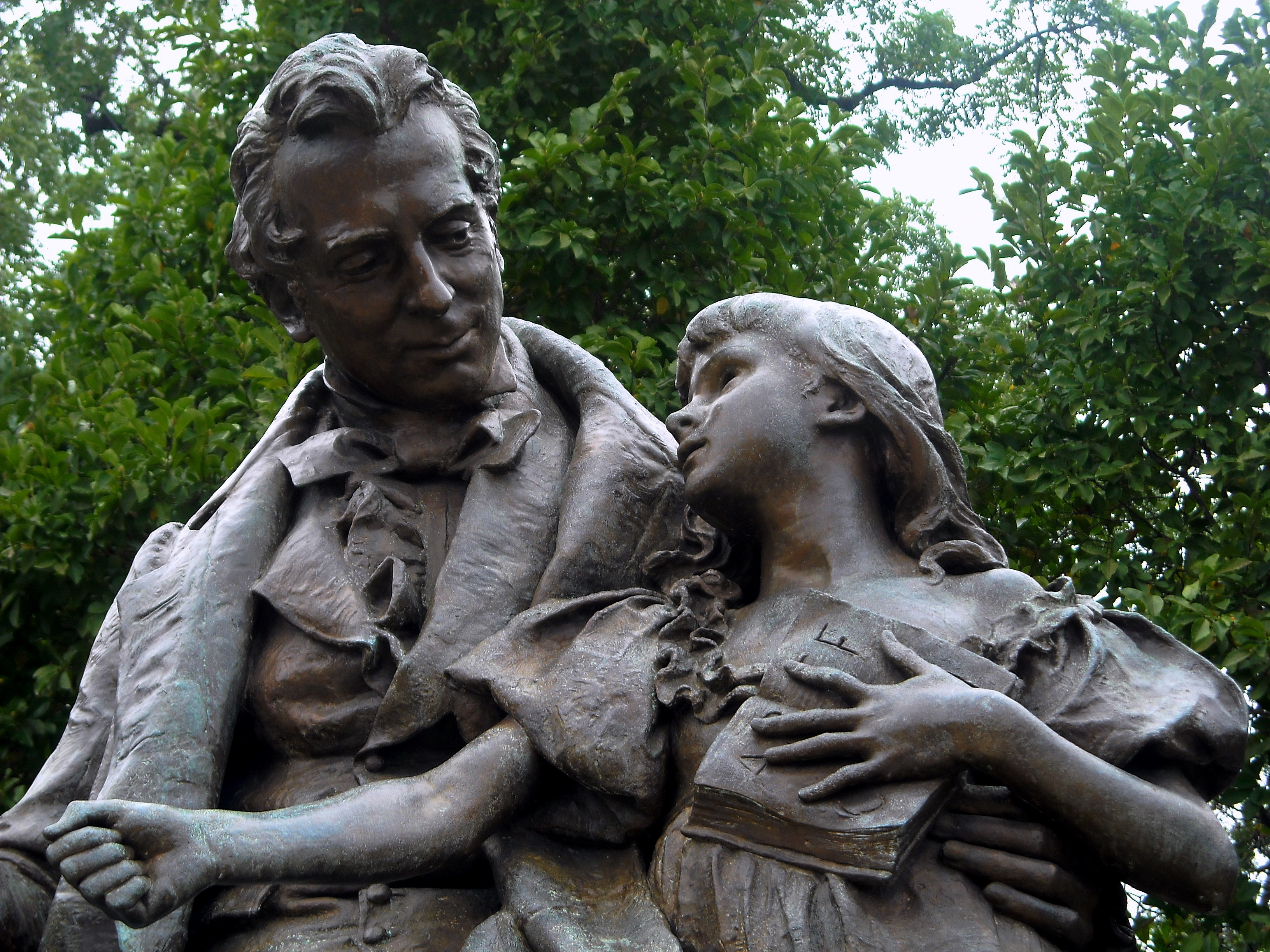
تمثال لتوماس هوبكنز غالوديت وأليس كوغزويل في حرم جامعة جالوديت

في عام 1812 في نيو إنغلاند، التقى توماس هوبكنز غالوديت فتاة صغيرة تدعى أليس كوغزويل، والتي ألهمته لإنشاء مدرسة للصم في الولايات المتحدة. في عام 1815، سافر إلى أوروبا لاكتساب نظرة ثاقبة على أساليب تدريس الطلاب الصم. حاول التعلم من نظام برايدزوود، لكن المسؤولين أرادوا منه توقيع عقد، والبقاء في المدرسة لعدة سنوات حتى يتدرب على الشفوية، وأن يوافق على إبقاء أساليب المدرسة في التدريس سرية؛ ما رفضه غالوديت. حضر محاضرة في فرنسا ألقاها آبي سيكارد حيث عرض تلميذين ناجحين من المعهد الوطني للصم في باريس، وهما جان ماسيو ولوران كليرك. قضى غالوديت عدة أشهر في المدرس، وأقنع كليرك، والذي كان حينها مدرسا مساعدا يبلغ من العمر ثلاثين عامًا، بالعودة معه إلى هارتفورد، كونيتيكت. في أمريكا، أسسا ملجأ كونيتيكت للصم والبكم، والذي سمي فيما بعد بالمدرسة الأمريكية للصم، في عام 1817. كان غالوديت هو المدير، وكان كليرك أول معلم أصم في أمريكا. كانت أليس كوجزويل واحدة من أول سبع طلاب.
بالنسبة لمعظم الفترة المتبقية من القرن، استمر نمو تعليم الأطفال الصم باستخدام لغة الإشارة، وهي ممارسة معروفة باسم اليدوية. ما يقرب من أربعين في المئة من جميع المعلمين كانوا صما. فُتحت أكثر من ثلاثين مدرسة للصم، كانت غالبيتها يدوية. كان ويليام ويلارد أول مراقب للصم في أمريكا وأسس مدرسة إنديانا للصم في عام 1843. تأسست كلية غالوديت (الآن جامعة غالوديت) في واشنطن العاصمة في عام 1864 مع ابن توماس غالوديت، إدوارد ماينر غالوديت، كمدير المدرسة. كان إدوارد ماينر غالوديت يؤمن إيمانا راسخا باستخدام لغة الإشارة وله عدد من السجالات مع ألكساندر جراهام بيل، الذي كان داعما للشفوية.
قبل ستينيات القرن التاسع عشر وقبل الحرب الأهلية الأمريكية، كانت اللغة اليدوية تحظى بشعبية كبيرة بين مجتمع الصم وبدعم مجتمع السامعين أيضًا. نظر مجتمع السامعين إلى الصمم على أنه «يعزل الفرد عن المجتمع المسيحي». في ذلك الوقت، كان شعب الولايات المتحدة متدينًا إلى حد ما (ولا سيما مسيحيًا)، وكان السامعون يعتقدون أن لغة الإشارة هدت عقول وأرواح الأفراد الصم إلى الله. من خلال هذا، اعتقد مجتمع السامعين أن اليدوية جعلت الناس الصم أقرب إلى الله وأتاحت للأشخاص الصم الإنجيل، مما جعل اليدوية مقبولة عامة.
قبل الستينيات من القرن التاسع عشر، كان مجتمع السامعين الأمريكي ينظر إلى اليدوية ولغة الإشارة كفن ووأنها جميلة بطبيعتها. لقد فكروا أيضًا في الأشخاص الصم مستخدمي لغة الإشارة على أنهم مثل الرومان بسبب البانتوميمات التي تشكل جزءًا من اللغة.

## التحول من التعليم اليدوي في معظمه إلى التعليم الشفهي
بحلول نهاية الحرب الأهلية الأمريكية في أواخر ستينيات القرن التاسع عشر، طُبّقت مقولة «البقاء للأصلح» على مسألة التعليم للصم كنتيجة للمنظور الدارويني للتطور. جلبت هذه الحركة مستخدمي لغ الإشارة الذين جادلوا بوجهة نظرهم بأن الإشارات كانت أقرب إلى الطبيعة لأن أول شيء يتعلم الأطفال فعله هو الإيماءات، التي تشبه لغة الإشارة. بالنسبة لمجتمع الصم، كانت الإشارات في ذلك الوقت تعتبر هبة من الله. خلال هذا الوقت بالذات في الولايات المتحدة، كانت الشفوية تزدهر مما أعطى بعض النظرة السلبية للإشارة لأنها، كما قيل، لم تكن لغة طبيعية.
اكتسب دعم الشفوية زخماً في أواخر ستينيات القرن التاسع عشر وبدأ استخدام الإشارات اليدوية في التناقص. أصبح الكثيرون في مجتمع السامعين يؤيدون المنظور التطوري، الذي صور الأشخاص الصم الذين يستخدمون لغة يدوية أقرب إلى «الحيوانات السفلية». رأى بعض الأشخاص السامعين أن الكلام هو ما يفصل البشر عن الحيوانات، الأمر الذي تسبب في اعتبار اللغة اليدوية غير إنسانية. سُمّيت أولى مدارس الشفوية التي افتتحت في الستينات من القرن التاسع عشر بمعهد نيويورك لتحسين تعليم الصم والبكم ومعهد كلارك للصم والبكم (الآن مدارس كلارك للسمع والنطق).
في ذلك الوقت، أصبح تدريس اللغة اليدوية مقيدًا لأن جمعية السمع الأمريكية نظرت للصم الذين يستخدمونها أنهم مختلفين أو أجانب أو مجموعة بلغة منفصلة تشكل تهديدًا لمجتمع السامعين. إن أعضاء مجتمع السامعين الذين كانوا يؤيدون الشفوية انتهكوا حق الصم الذين لديهم هوية جماعية خاصة بهم ويرفضون الاندماج في المجتمع الأكبر.
اعتقد داعموا المشافهة أن اللغة اليدوية جعلت الصم مختلفين، الأمر الذي أدى بهم إلى الاعتقاد بأن الأشخاص الصم كانوا غير طبيعيين. يعتقد داعموا المشافهة أن تعليم الشفوية سمح للأطفال الصم بأن يكونوا أكثر طبيعية. ويعتقدون بشدة أن الأطفال الصم يجب أن يبذلوا أقصى جهد ممكن في تعلم كيفية العيش على الرغم من إعاقاتهم، وبالتالي تعزيز تعليم قراءة الشفاة، وحركات الفم، واستخدام تكنولوجيا السمع. جادل الفمويون أيضًا أنه إذا استمر الأشخاص الصم في استخدام اللغة اليدوية كشكل من أشكال التواصل، فلن يندمجوا أبدًا مع بقية المجتمع.

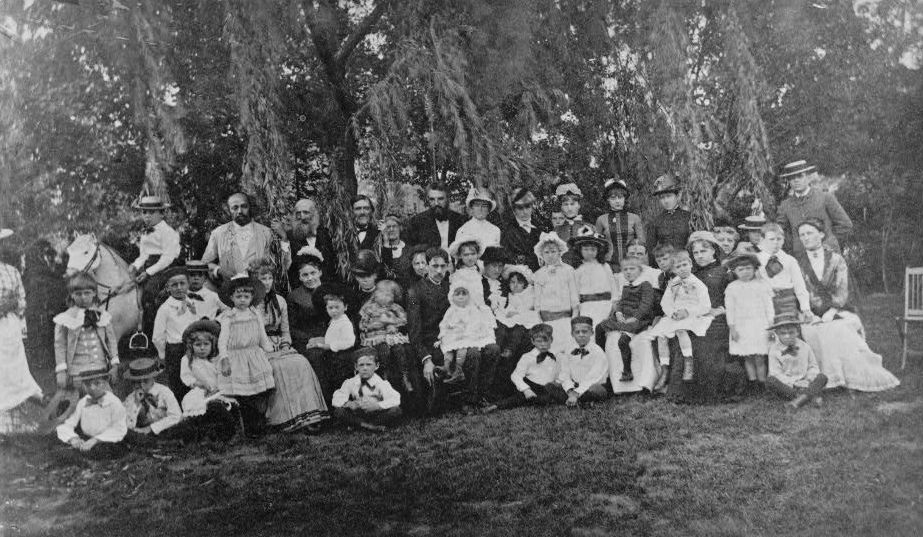
ألكساندر غراهام بيل مع مجموعة من الطلاب الصم من مدرسة سكوت سيركل ، 1883

كان ألكساندر جراهام بيل، الذي أنشأ مكتب فولتا في واشنطن العاصمة لمتابعة دراسة الصمم، مثلا أعلى في مناصرة الشفوية وضد استخدام لغة الإشارة. وكان هناك أمريكيان آخران شجعا على تأسيس المدارس الشفهية في الولايات المتحدة وهما هوراس مان وصموئيل غريدلي هاو، اللذان سافرا إلى ألمانيا لرؤية مدارسهم الشفوية وكانا يرغبان في محاكاتها.
في عام 1880، تم تنظيم حدث يسمى المؤتمر الدولي الثاني لتعليم الصم (والذي كان، خلافا لاسمه، الأول فعليا). كان المؤتمر الدولي الثاني بمثابة اجتماع دولي لمربي الصم من سبع دول على الأقل. كان هناك خمسة مندوبين من أمريكا وحوالي 164 مندوبًا آخرين حضروا الجلسة. خطط ونظّم المؤتمر لجنة أنشأتها جمعية بيريير، وهي مجموعة كانت ضد لغة الإشارة. أكثر من نصف الأشخاص المدعوين كانوا معروفين بدعمهم للمشافهة. لذلك، كان المؤتمر متحيزًا، ومعظم القرارات التي صوّت عليها المندوبون، إن لم تكن جميعها، أعطت نتائج مؤيدة للطريقة الشفوية. صيغت العديد من القرارات بطرق تدعم الطريقة الشفهية، مثل «نظرا لتفوق الكلام الذي لا جدال فيه على الإشارة في إعادة الصم إلى المجتمع، وإعطائهم معرفة أكثر اكتمالا باللغة، / يعلن - - / يجب أن تكون الطريقة الشفهية هي المفضلة على الإشارة لتدريس وتعليم الصم والبكم». حتى التسعينيات من القرن التاسع عشر، كان تعليم الصم في الولايات المتحدة مقصورًا على الأطفال، لكن ليلي إغينتون وارن ومساعدها، إدوارد ب. نيشي، وسّعا نطاق التدريس ليشمل البالغين.

## أوائل القرن العشرين
بعد المؤتمر، تغير تعليم الصم في أمريكا. أُبعد اليدويون وأولئك الذين دافعوا عن استخدام لغة الإشارة، واستُبدِلوا بمعلمين استخدموا طريقة الفم الشفوية. استُبعِد المعلمين الصم من المهنة واستُبدِلوا بسامعين. تحولت معظم المدارس إلى الطريقة الشفهية أو تم إنشاؤها كمدارس شفهية في المقام الأول، وظلت مدارس يدوية قليلة. انحصر عمل المعلمين الصم في المدارس الشفهية، ومعظمهم من النساء، في إعداد الأطفال الصم للحياة في عالم السامعين، الأمر الذي تطلب منهم تعلم اللغة الإنجليزية، والكلام، والقراءة الشفهية. أُجبر جميع الطلاب الذين أُرسلوا إلى المدارس الشفهية على استخدام الطريقة الشفوية، وقيّدت المدارس الشفهية استخدام الطلاب الصم للغة الإشارة الأمريكية (ASL) في الفصل وفي الأماكن العامة. لم يُسمح للطلاب الموجودين في برامج شفهية بحتة بالإشارة في الفصل وتم منعهم أيضًا من الإشارة في المهاجع. عوقب الطلاب الذين استخدموا الإشارة، ولكن الطلاب استمروا في تعلم الإشارات من بعضهم البعض على أي حال. كان أحد أنواع العقوبات المطبقة على الطلاب الصم هو إجبارهم على ارتداء قفازات بيضاء تم ربطها معًا لمنعهم من استخدام الإشارة. نُقل أولئك الذين لم ينجحوا وفقًا للطريقة الشفهية بعد عدة سنوات إلى فصول يدوية واعتُبروا «إخفاقات شفهية» لن يعرفوا أبدًا أي شيء أو يكونوا قادرين على العيش في العالم. يعتبر البعض هذا «عصر الظلام الشفهي».
عارضت إديث مانسفورد فيتزجيرالد هذه الآراء، كامرأة صماء شعرت أن الأساليب الشفهية عرقلت تعلمها. في عام 1926، نشرت كتابًا بعنوان «اللغة المستقيمة للصم: نظام لتعليم الأطفال الصم»، وقد نُشر عام 1926 وكان له تأثير واسع في مجال تعليم الصم. وقد استخدم مفتاح فيتزجيرالد الخاص بها في مرحلة ما في حوالي 75٪ من المعاهد التي تدريس الصم.

### المدربين
في أوائل القرن العشرين كانت هناك زيادة في عدد المعلمين الصم في العديد من مدارس الصم. في أمريكا، كان من بين أكبر المناقشات التي دارت بين مجتمع الصم والمؤسسات ما إذا كان يجب توظيف المزيد من المعلمين الصم بدلاً من السامعين. جزء من السبب الذي جعل آباء الطلاب الصم يريدون مدربين صم هو السماح لأطفالهم بالحصول على نموذج يحتذى به، من خلال تعيين المزيد من المدربين الصم للسماح لأطفالهم برؤية مستقبل محتمل لأنفسهم من خلال مدربيهم.

## أواخر القرن العشرين
استمر الاستخدام شبه الحصري للطريقة الشفهية الخالصة في تعليم الصم في القرن العشرين. ثم في أواخر ستينيات القرن العشرين، صاغ روي كاي هولكومب مصطلح «التواصل الكلي». وصف هذا المصطلح فلسفة تعليمية ابتكرها ونشرها حيث يمكن للطفل استخدام طريقة الاتصال التي تعمل بشكل أفضل بالنسبة له في ضوء احتياجاته. إذا كان الطفل يتعلم تعليما أفضل بلغة الإشارة الأمريكية أو نظام الإشارة باللغة الإنجليزية، فسيعلموهم باستخدام هذه الطريقة. إذا كانت طريقة مختلفة أفضل مع طفل آخر، فسيتلقوا تعليمهم بهذه الطريقة. تم تغيير بعض المدارس التي تستخدم الطريقة الشفوية إلى التواصل الكلي؛ بينما اكتفى آخرون بإضافة الإشارة لبرنامجهم الحالي أو سمحوا للأطفال بالإشارة فيما بينهم دون عقاب. في كثير من الأحيان، كانت «لغات الإشارة» المستخدمة في البرامج الشفوية أنظمة للغة الإنجليزية المشفرة يدويًا منشأة مثل Seeing Essential English أو Signing Exact English أو كانت علامات لغة الإشار الأمريكية بترتيب الكلمات الإنجليزية. استخدمت البرامج هذه الأنظمة من أجل استخدامها مع الكلام في ممارسة تُعرف باسم الكلام المدعوم بالإشارة أو الاتصال المتزامن.

### رئيس أصم الآن
في عام 1988، قرر طلاب جامعة غالوديت أن يأخذوا زمام أمور تعليمهم بأيديهم. أعلن الرئيس السادس لغالوديت في أواخر عام 1987 أنه سيستقيل من منصبه كرئيس. بحلول أوائل عام 1988، كانت اللجنة التي اختارت المرشحين قد ضيقت الاختيار إلى ثلاث متسابقين، منهم اثنان، الدكتور هارفي كورسون والدكتور آي. كينغ جوردن، وكانا أصمان، وواحدة، الدكتورة إليزابيث زينسر، كانت تسمع. في 6 مارس، أُعلن على عجل من خلال بيان صحفي (على الرغم من أنه كان من المفترض أن تأتي لجنة الاختيار في الحرم الجامعي) أن زينسر ، المرشحة الوحيدة التي تسمع، قد أصبحت سابع رئيس للجامعة. كانت هناك مسيرات حاشدة مسبقًا مطالبة برئيس أصم (خاصة في 1 مارس)، ولكن في اليوم السادس من الشهر، تحول التجمع إلى احتجاج. شارك الطلاب وأعضاء هيئة التدريس في المسيرات، وأشاروا إشارات، وتظاهروا. أغلق الطلاب بوابات الجامعة ورفضوا ترك المدرسة مفتوحة إلى أن تستقيل زينسر. تحت ضغط شديد من الطلاب المحتجين، استقالت زينسر في اليوم الخامس من الاحتجاج ، 10 مارس. قرر العديد من الطلاب البقاء في الحرم الجامعي بدلاً من الذهاب في عطلة الربيع، والتي كان من المقرر أن تبدأ في 11 مارس. بعد ذلك بيومين، في 13 مارس، استقالت جين سبيلمان وحل محلها فيل برافين كرئيس لمجلس الأمناء، وأنشئ فريق عمل لمعرفة كيفية تحقيق أغلبية 51٪ من الصم في مجلس الأمناء، ولم يتلق أي أحد عقوبة لمشاركته في الاحتجاج. اُختير كينغ جوردان كرئيس ثامن -وأول رئيس أصم- لجامعة غالوديت.
غيرت حركة رئيس أصم الآن تعليم الصم. قبل الاحتجاج، كان عدد قليل من الأشخاص الصم يحملون شهادات الدكتوراه؛ ومع ذل ، فمنذ الاحتجاج، ازداد باطراد عدد الأشخاص الصم الذين يسعون وراء شهادات عليا ويحصلون عليها. كما أن مدارس الصم في جميع أنحاء أمريكا شهدت احتجاجات مماثلة مصغرة، طالب فيها الطلاب أن يكون المشرفون وكبار المسؤولين من الصم. بالإضافة إلى ذلك، أنشئت برامج جامعية في بلدان أخرى لم تكن تمتلكها من قبل (مثل اليابان والسويد وجنوب إفريقيا). حركة رئيس أصم الآن لم تؤثر فقط على تعليم الصم في أمريكا، ولكنها أثرت أيضًا على تعليم الصم في جميع أنحاء العالم.
في عام 1990، تمت الموافقة على زراعة قوقعة الأذن للأطفال بعمر سنتين وما فوق. غير هذا تعليم الأطفال الصم تغييرا جذريا. انتقل المزيد من الأطفال أكثر من أي وقت مضى خارج المدارس الداخلية ثنائية اللغة وثنائية الثقافة إلى المدارس الشفهية والبرامج العادية للأطفال السامعين دون دعم إضافي. لم يُشجع الآباء على ممارسة الإشارة مع أطفالهم لأنه كان يخشى أن يبطئ من حديثهم، على الرغم من أن الأبحاث أظهرت أن العكس هو الصحيح. [بحاجة لمصدر] تسبب هذا الانتقال من المدارس الداخلية إلى المدارس النهارية والبرامج التعليمية العادية في تقليص عدد البرامج الداخلية.

### المدربون
في السنوات الأخيرة، كان مجتمع الصم يناضل بشدة من أجل المزيد من المدربين الصم في نظام المدارس العامة. في عام 1991، ذهب أولياء الأمور في مدرسة كارلسباد الموحدة إلى مجلس المدرسة للشكوى من عدم وجود أي معلم أصم. صرح العديد من أولياء الأمور أن أطفالهم لا يحصلون على أفضل تعليم يمكن أن يحصلوا عليه بسبب عدم إشراك المدربين الصم. ومع ذلك، يقول رئيس قسم برنامج تعليم الصم أن مدربيه مدربون على التعامل مع الطلاب الصم وضعاف السمع. شعر العديد من أولياء الأمور أن مجرد وجود خلفية عن تعليم الصم يختلف اختلافًا كبيرًا عن كونه الشخص أصما.

## اليوم
اليوم، هناك بعض الطرق المختلفة المستخدمة في تعليم الأطفال الصم في الولايات المتحدة.
يتلقى جميع الطلاب الصم، بغض النظر عن وضعهم، برنامج التعليم المنفرد (IEP) الذي يحدد كيفية تلبية المدرسة للاحتياجات الفردية للطالب. يتطلب قانون تعليم الأفراد ذوي الإعاقة (IDEA) تزويد الطلاب ذوي الاحتياجات الخاصة بتعليم عام مجاني ومناسب في البيئة الأقل تقييدًا التي تتناسب مع احتياجات الطالب. تقدم المدارس التي تديرها الحكومة تعليم الصم بدرجات متفاوتة من البيئات التي تتراوح بين الإدماج الكامل ومدارس الصم.

### التعليم ثنائي اللغة ثنائي الثقافة

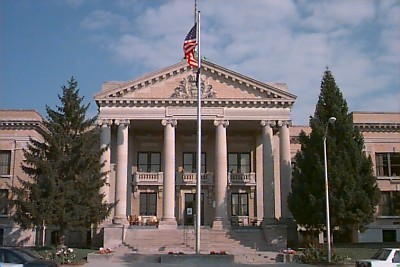
قاعة الخريجين، المدرسة الإعدادية والثانوية في مدرسة إنديانا للصم ، وهي مدرسة ثنائية اللغة ثنائية الثقافة

في طريقة التعليم هذه، لا يُنظر إلى الصمم على أنه مشكلة طبية؛ بدلا من ذلك ينظر إليها باعتبارها قضية ثقافية. في البرنامج ثنائي اللغة، يُدعى الأطفال الذين يعانون من الصمم إلى تعلم لغة الإشارة الأمريكية كلغة أولى، ثم يتعلمون كتابة و/أو تحدث الإنجليزية كلغة ثانية. تشدد البرامج ثنائية اللغة ثنائية الثقافة على أن اللغتين الإنجليزية والإشارية الأمريكية هما لغتان متساويتان، ويعملون على مساعدة الأطفال على تطوير مستويات من الطلاقة تتناسب مع أعمارهم في كلتا اللغتين. إن النهج ثنائي اللغة ينطوي على اعتقاد بأن الأطفال الصم هم متعلمون بصريون وليسوا متعلمين سمعيين، وبالتالي، يجب أن يكون المحتوى الأكاديمي متاحًا بالكامل لجميع الطلاب الصم (أي لا يتوقف على مهارات التلقي أو التعبير المنطوقة، والتي قد تختلف بين الطلاب)، لذلك يتم توصيل المحتوى الأكاديمي بلغة الإشارة و/أو الإنجليزية المكتوبة. [بحاجة لمصدر] نظرًا لأنه من المستحيل تكوين جمل بطلاقة وذات قواعد نحوية صحيحة بكل من لغة الإشارة الأمريكية واللغة الإنجليزية المنطوقة في آن واحد، فلا تُستخدم سوى لغة واحدة في المرة الواحدة. نظرًا لعدم وجود خطر في تعلم لغة الإشارة، فإن النهج الثنائي اللغة يخفف من خطر الحرمان من اللغة (وهي حالة تنشأ عندما يكون وصول الأطفال محدودًا إلى لغة التحدث ولغة الإشارة). [بحاجة لمصدر] تحتوي العديد من المدارس ثنائية اللغة على مهاجع ، ويمكن للأطفال الصم الانتقال إلى المدرسة يوميًا أو البقاء في عنبر كجزء من البرنامج الداخلي وزيارة أسرهم في عطلات نهاية الأسبوع أو الإجازات والعطلات المدرسية.

#### البرامج الداخلية
البرنامج الداخلي هو برنامج تعليمي يعيش فيه الطالب في مدرسة للصم خلال الأسبوع ويعود إلى المنزل في عطلات نهاية الأسبوع أو العطلات بدلاً من الانتقال إلى المدرسة يوميًا. في البرامج الداخلية، ينغمس الأطفال الصم تمامًا في ثقافة الصم. في المدرسة الداخلية، يعاني جميع الطلاب من الصمم أو ضعف السمع، لذلك لا يُنظر إلى الطلاب الصم على أنهم مختلفون. لديهم «تراث مشترك ... لغة مشتركة ... ومجموعة من العادات والقيم». الناس في مدارس الصم يساعدون في نقل «فولكلور الصم الشعبي (النكات ، الأساطير ، الألعاب ، الألغاز ، وما إلى ذلك)» من جيل إلى آخر. غالباً ما يرسل آباء الأطفال الصم أطفالهم إلى المدارس الداخلية حتى يتمكنوا من المشاركة في مجتمع وثقافة الصم. غالباً ما يكون أولياء الأمور السامعين مترددين قليلاً لأنهم لا يريدون الانفصال عن أطفالهم. أول امرأة صماء تشغل منصب المشرفة على مدرسة داخلية للصم في الولايات المتحدة هي جيرترود جالواي.

### التعليم السمعي الشفوي والسمعي اللفظي

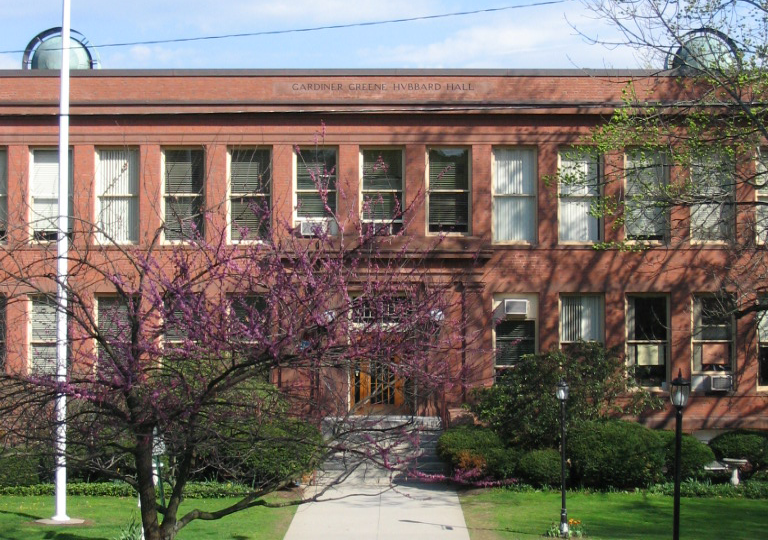
قاعة هبارد هي المبنى المدرسي الرئيسي في حرم نورثهامبتون في مدارس كلارك للسمع والنطق، وهي مدرسة شفهية.

إن الأساليب السمعية-الشفهية والسمعية-اللفظية، والتي يشار إليها أحيانًا مجتمعة باسم «الاستماع واللغة المنطوقة»، هي أشكال من التعليم الشفهي. تعتمد هذه الطرق على الاعتقاد بأن الطفل الأصم يمكنه تعلم الاستماع والتحدث وأن العائلات لا تحتاج إلى تعلم لغة الإشارة أو الكلام المكتوب. يتم تقديم هذه الطرق كخيارات اتصال، وتعتمد على قدر كبير من مشاركة الوالدين. قد يتم وضع الأطفال الذين يستخدمون هذا الخيار في سلسلة من المواضع التعليمية بما في ذلك المدارس الشفوية ، مثل مدارس كلارك للسمع والنطق، أو الفصول الدراسية القائمة بذاتها للطلاب الصم في المدارس العامة، أو الفصول الدراسية العادية مع الطلاب السامعين. على الرغم من أن بعض الأطفال الصم يمكنهم تعلم استخدام أجهزة السمع للتحدث وفهم اللغة، فإن هذا ليس هو الحال بالنسبة لجميع الأطفال الصم. لذلك، فإن التعليم السمعي الشفوي فقط يعرض الأطفال لخطر الحرمان من اللغة: وهي حالة تنشأ عندما يكون للأطفال وصول محدود إلى كل من لغة التحدث ولغة الإشارة. على عكس الأطفال الذين يتلقون التعليم السمعي-الشفهي فقط، يتكلم الأطفال الصم الذين يستخدمون اللغة الإشارية والإنجليزية المسموعة مثلهم مثل نظرائهم السامعين.

### الدمج في الفصول العادية

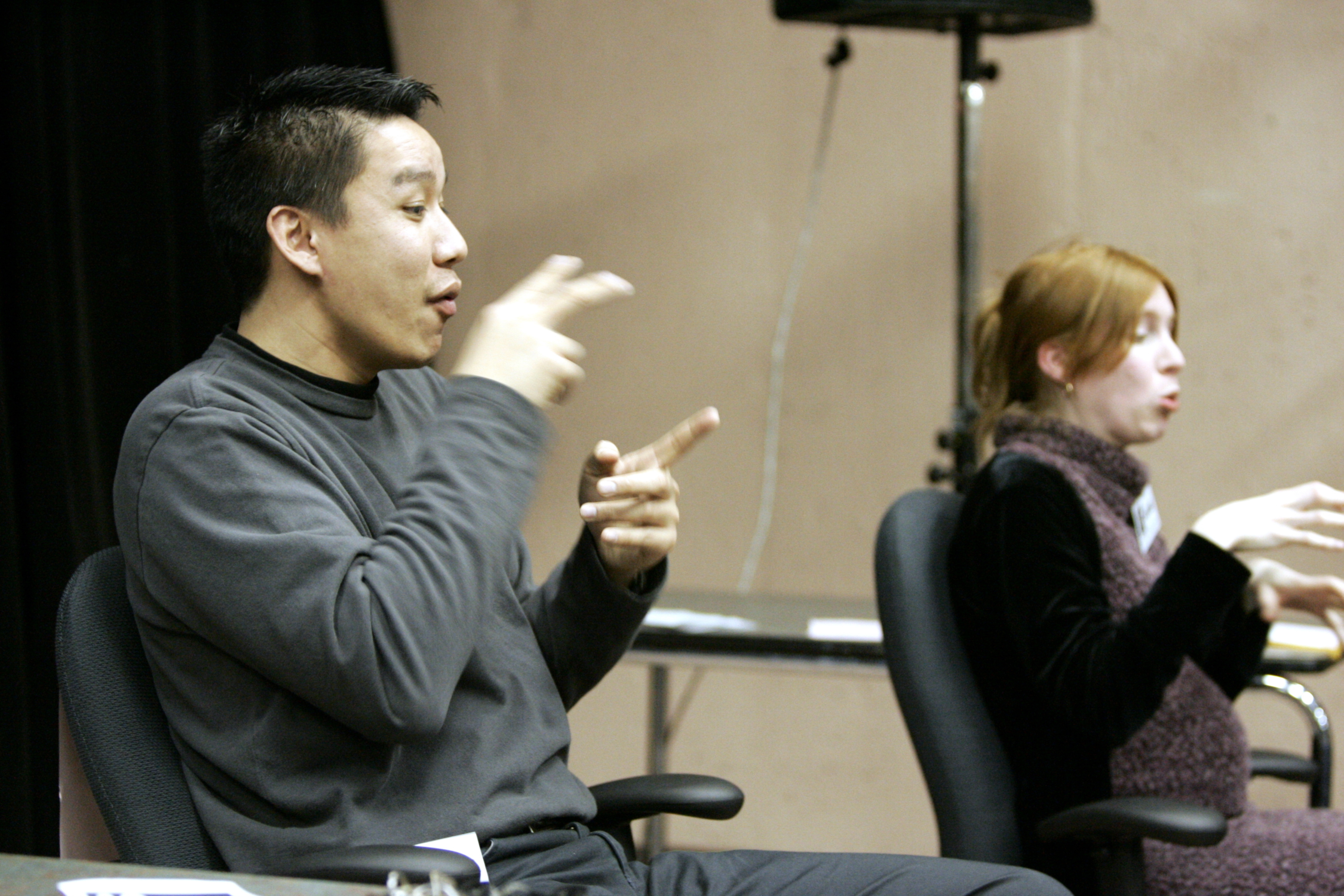
مترجمان يعملان في المدرسة

هذه الطريقة التعليمية هي ما يحدث عندما يلتحق طفل صم بالمدرسة العامة في فصول منتظمة لمدة لا تقل عن جزء من اليوم المدرسي. قد يتلقى الطلاب ترتيبات خاصة مثل المدرسين الخصوصيين والمترجمين الفوريين والتكنولوجيا المساعدة وآخذي الملاحظات أثناء المحاضرات والمساعدين. يمكن أن يكون للإدماج فوائد، بما في ذلك التفاعل اليومي مع الطلاب السامعين وفرصة العيش في المنزل مع عائلاتهم، ولكن يمكن أن يكون له أيضًا عيوب مثل العزل وتوافر الدعم المحدود.